# Ercsey Gyula
Ercsey Gyula (Alsórákos, 1926. április 14. – Nagyenyed, 2000. október 30.) erdélyi magyar kémiatanár, emlékíró, szovjet munkatáborok foglya.

## Életpályája
Gyermekkorát Tordatúron töltötte, ahol apjának malma volt. A nagyenyedi Bethlen Gábor Kollégiumban tanult 1941–1944 között.  1944. október 13-án Kolozsvárról apjával együtt elhurcolták a málenkij robotnak nevezett szovjet intézkedések során. A moldvai Foksány város gyűjtőtáborából apjával megpróbáltak megszökni, de ez csak apjának sikerült.  Ercsey Gyula 1948 júniusáig embertelen körülmények között különböző szovjet munkatáborok foglya volt.
Hazatérte után 1950-ben Nagyenyeden leérettségizett. 1950–1951 között  kolozsvári Herbák János cipőgyár inasképző tanfolyamán tanított, majd 1952–1954 között a kolozsvári élelmiszeripari szakiskolában. Közben 1950–1954 között esti tagozaton elvégezte a román Victor Babeş Egyetem kémia szakát. 1952-ben megnősült és visszaköltözött Nagyenyedre. 1956–1958 között kémiatanár a nagyenyedi Avram Iancu Líceumban, majd 1958–1988 között a szintén nagyenyedi Bethlen Gábor Kollégiumban. 1983-ban újranősült.
1990–2000 között, már nyugdíjasként, megírta visszaemlékezéseit a szovjet munkatáborokról. Kéziratát többször átfogalmazta, csiszolta, de megjelenését már nem érte meg, 2000-ben elhunyt. Könyve 2006-ban jelent meg Kolozsváron magyar nyelven Farkasok árnyékában. Kolozsváriak a Gulágon címmel, majd 2012-ben német fordításban Ausztriában.

## Emlékezete
„Ercsey Gyula emlékirata a lágerirodalom élvonalbeli alkotása. Talán nem túlzás azt állítani, hogy nemcsak erdélyi, de Kárpát-medencei, az összmagyarságot érintő vonatkozásokban is különleges érték. Nem lágernapló, mert ilyen nem is igen létezett, de az események pontos rögzítését, idő- és térbeli összefogását nyújtja az olvasónak.”

Murádin János Kristóf

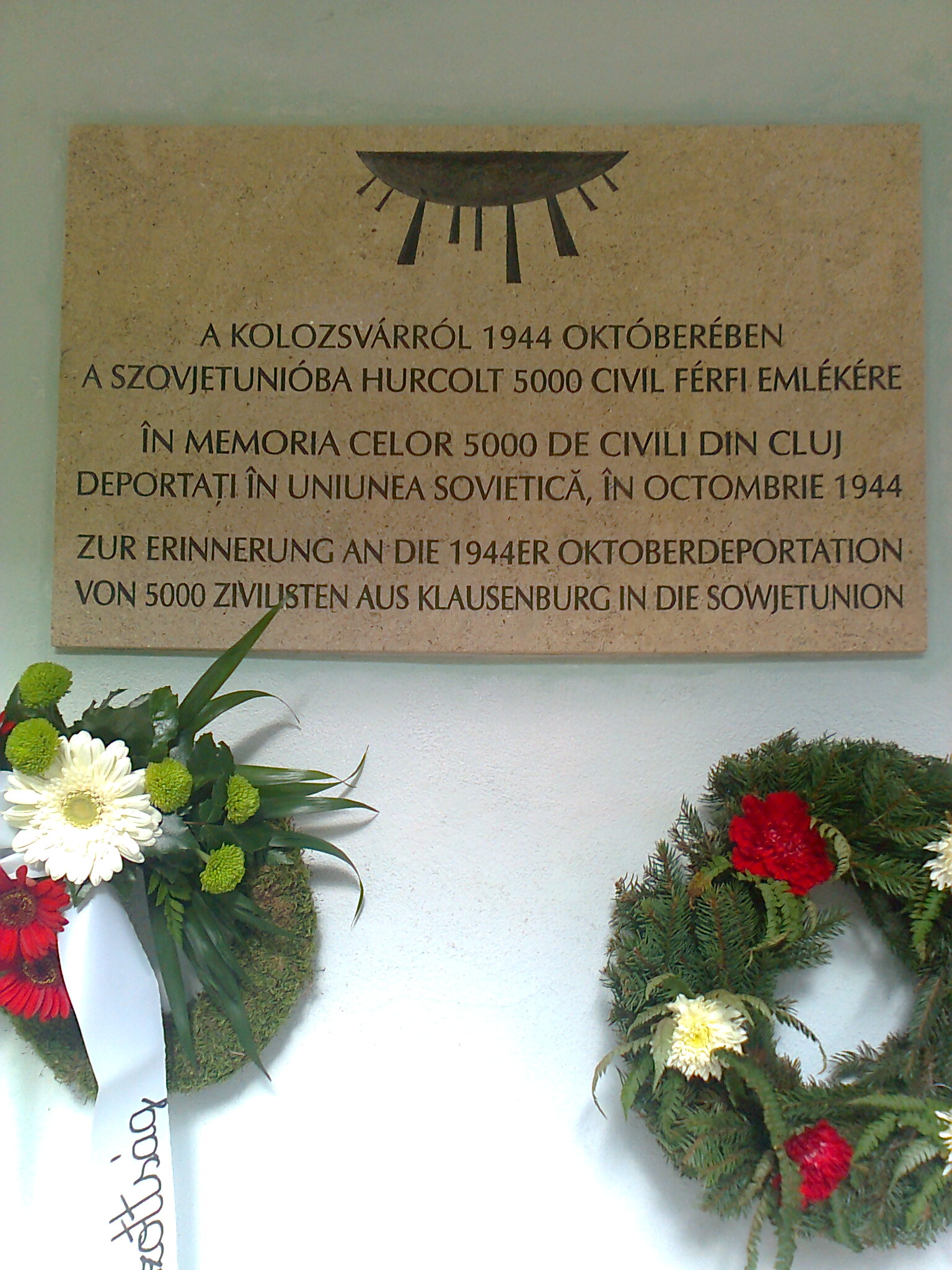
Kolozsvári emléktábla az elhurcoltak emlékére a Házsongárdi temető evangélikus-lutheránus részében (2014-ben)

A 2014. október 17–18-i kolozsvári emlékkonferencián bemutatták könyvét, és annak német fordítását az erdélyi származású fordító jelenlétében. A könyvet nagyon fontos kordokumentumként jellemezték.